# اسدالله اسدی
اسدالله اسدی (زادهٔ ۱۳۵۰) افسر اطلاعاتی و دبیر سوم سفارت جمهوری اسلامی ایران در وین، اتریش بود. وی در ۱ ژوئیه ۲۰۱۸ در ایالت بایرن آلمان، به اتهام دست داشتن در عملیات بمب‌گذاری علیه گردهمایی سازمان مجاهدین خلق در پاریس بازداشت شد. اسدی در ۲۷ نوامبر ۲۰۲۰ به اتهام طرح عملیات تروریستی در اروپا، در دادگاه تروریستی آنتورپ بلژیک به همراه سه متهم دیگر (مهرداد عارفانی، امیر سعدونی و نسیمه نعامی) محاکمه شد. پنج‌شنبه ۱۶ بهمن ۱۳۹۹ دادگاه کیفری آنتورپ، با رد مصونیت دیپلماتیک اسدالله اسدی، وی را به بیست سال زندان محکوم کرد. در روز ۱۵ اردیبهشت ۱۴۰۰ بیست سال زندان اسدالله اسدی تأیید شد و وی قصد فرجام‌خواهی ندارد و دوران محکومیتش را خواهد گذراند. دولت بلژیک تضمین کرده بود، وی با هیچ زندانی غربی در ایران مبادله نخواهد شد.
دادگاه تجدیدنظر در شهر آنتورپ بلژیک در ۲۰ اردیبهشت ۱۴۰۱ حکم نهایی همدستان اسدالله اسدی را تأیید و اعلام کرد: امیر سعدونی و نسیمه نعامی به ۱۸ سال زندان و سلب تابعیت بلژیک و مهرداد عارفانی به ۱۷ سال زندان و سلب تابعیت بلژیک محکوم شدند. پیش از این اسدالله اسدی درخواست استیناف و تجدید نظر را رد کرده بود.
ایران و بلژیک عهدنامه‌ای برای انتقال زندانی بین دو کشور امضا کرده بودند که در صورت اجرا، می‌توانست زمینه آزادی اسدالله اسدی شود. شامگاه چهارشنبه ۲۰ ژوئیه ۲۰۲۲ پارلمان بلژیک با ۷۹ رای مثبت در برابر ۴۱ رای منفی این عهدنامه را تصویب کرد، اما این لایحه با اعتراض‌های بسیاری از نمایندگان پارلمان بلژیک، قانونگذاران آمریکا، مقامات امنیتی آمریکا، سازمان عفو بین‌الملل و کنشگران حقوق بشر و فعالان اپوزیسیون ایران روبرو شده‌است.
جمعه ۲۲ ژوئیه ۲۰۲۲ دادگاهی در بروکسل انتقال اسدالله اسدی، دیپلمات جمهوری اسلامی به ایران و هر کشور ثالث دیگری را، تا اطلاع ثانوی، ممنوع اعلام کرد.
در ۱۸ ژوئیه ۲۰۲۲ اتحادیه اروپا نام اسدالله اسدی را برای ۶ ماه دیگر در فهرست تروریستی خود تمدید کرد.
براساس اعلام وزیر امور خارجه ایران (امیر عبداللهیان) ، اسدالله اسدی در تاریخ ۲۶ می ۲۰۲۳ طی توافق مبادله زندانیان میان ایران و بلژیک همزمان با آزادی اولیویه واندکاستیل به کشور خود بازگشت. این توافق با میانجیگری دولت عمان صورت پذیرفته است. شورای ملی مقاومت ایران اعلام کرد: با آزادی اسدی و نقض حکم دادگاه قانون اساسی، تروریسم جری‌تر می‌شود.

## کشف طرح عملیات و دستگیری
به گفته یک مقام اروپایی، کشف عملیات و پرونده مشترک پلیس امنیت اتریش، بلژیک، فرانسه، آلمان و لوکزامبورگ، بر مبنای اطلاعاتی بود که موساد در اختیارشان گذاشته بود. آن‌ها می‌دانستند که اسدالله اسدی قرار است یک دستگاه انفجاری را به دست چند عامل در اروپا برساند. این مقام اروپایی می‌گوید: «سرویس‌های امنیتی اتریش، اسدی را با دقت زیر نظر گرفتند. آن‌ها اطلاعاتی دریافت کردند که اسدی می‌خواهد هنگام بازگشت از تهران به وین با پرواز ۸۷۲ هواپیمایی اتریش در ماه ژوئن بسته بمب را با کیف دستی‌اش حمل کند.» البته این ادعا از سوی سخنگوی شرکت هواپیمایی اتریش، به دلیل ارائه جزئیات نادرست غیرقابل قبول دانسته شده‌‌است. بر اساس گزارش شرکت هواپیمایی اتریش در روز اعلام شده هیچ چمدان دیپلماتیکی بارگیری نشده‌است و همچنین احتمال سوار شدن هر کسی با مواد منفجره را رد می‌کند.
اگرچه عملیات لو رفته بود، اما دستگاه‌های امنیتی اروپایی با زیر نظر گرفتن اسدی، برای کشف ارتباطات وی، تا روز عملیات دست به اقدام عملی نزدند.
روز شنبه ۱ ژوئیهٔ ۲۰۱۸ در چارچوب تحقیقات مشترک اروپایی، پلیس آلمان، اسدالله اسدی را به اتهام تحویل دادن مواد منفجره به یک زوج ایرانی تبعهٔ بلژیک و صدور دستور انجام عملیات تروریستی و انفجار بمب در گردهمایی بزرگی که توسط شورای ملی مقاومت ایران و مجاهدین خلق ترتیب داده شده بود، بازداشت کرد. همزمان امیر سعدونی و نسیمه نعامی درحالی‌که با خودروی مرسدس خود ۵۰۰ گرم ماده منفجره پروکسید استون و یک چاشنی انفجاری جاسازی شده را در یک کیف حمل می‌کردند توسط پلیس دستگیر شدند. طبق طرح این زوج قرار بود بمب را به فرد دیگری به‌نام مهرداد عارفانی تحویل دهند تا آن را در گردهمایی «ایران آزاد» منفجر کند. عارفانی ‌زمان کمی پس از دستگیری امیر و نسیمه و هنگامی که در پارکینگ محل برگزاری گردهمایی شورای ملی مقاومت ایران منتظر آن‌ها بود بازداشت شد. خبرگزاری دولتی ایرنا مدعی شده‌است که در ماشین کرایه‌ای اسدالله اسدی که متهم به انتقال بمب از طریق آن بود، هیچ‌گونه نشانه یا ردی از حمل مواد مورد نظر یافت نشده اما یک مقام امنیتی اروپایی گفته‌است که اسدالله اسدی در آلمان اتومبیل کرایه‌ای را به کارواش برده و تقاضای شستشوی کامل داخل و صندوق عقب را کرده‌است که آثار احتمالی پروکسید استون را بزداید، با این وجود، در زمان دستگیری اسدی، سگ‌های پلیس بوی مادهٔ منفجره را تشخیص داده‌اند.

### استرداد به بلژیک
دادگاهی در شهر برلین آلمان روز دوشنبه ۹ اکتبر ۲۰۱۸ بعد از گذشت سه ماه از دستگیری اسدالله اسدی، طی حکمی اجازهٔ استرداد وی به بلژیک را صادر کرد.

## اتهام و تحقیقات
اسدالله اسدی بر اساس تحقیقات سازمان امنیت بلژیک، به‌طور خاص برای وزارت اطلاعات ایران «اداره ۳۱۲» که از سوی اتحادیه اروپا یک سازمان تروریستی است، کار می‌کرده‌است. وی متهم اصلی و ردیف اول پرونده طرح انفجار گردهمایی شورای ملی مقاومت در پاریس است. اسدی تا قبل از اعزام به وین در سال ۲۰۱۴ و منصوب شدن به‌عنوان دبیر سوم سفارت جمهوری اسلامی، تحت عنوان دیپلمات جمهوری اسلامی از ۲۰۰۳ تا ۲۰۰۸ در سفارت ایران در عراق و سپس بین ۲۰۰۹ تا ۲۰۱۳ در سفارت ایران در انگلستان مستقر بود. بر اساس تحقیقات سازمان امنیت بلژیک، اسدالله اسدی، در محل برگزاری گردهمایی «ویلپنت» در سال ۲۰۱۷ و همین‌طور در مقر سازمان مجاهدین در شهر «۰»، در شمال پاریس و در نزدیکی هتل‌هائی که محل اقامت شخصیت‌های دعوت شده به این مراسم بوده، دیده شده‌است. به‌نوشته لوموند، اسدالله اسدی در دوره آموزش نظامی خود چگونگی دستکاری مواد منفجره را آموخته و مأموریت وی با همکاری وزارت امور خارجه جمع‌آوری اطلاعات دربارهٔ مخالفان نظام بوده‌است. به گفته دادستانی بلژیک، اسدی مواد منفجره را در پرواز تهران-وین هواپیمایی اتریشی به اروپا آورده‌است.
دادگستری بلژیک در تحقیقات تکمیلی خود می‌گوید حکومت ایران طراح توطئه حمله علیه تجمع اپوزیسیون ایرانی در پاریس بوده و این توطئه توسط وزارت اطلاعات ایران و با اطلاع رهبری ایران طراحی شده و ابتکار شخصی اسدالله اسدی نبوده‌است.
روز پنج‌شنبه ۲ بهمن ۱۳۹۹ رسانه‌های آلمان از قول مقام‌ها و پلیس آلمان گزارش کردند که دو دفترچه سیاه و سبز در خودروی اسدالله اسدی پیدا کرده‌اند که در یک دفترچه دستورالعمل رمزگذاری شده ساخت بمب دستی نوشته شده و دفترچه دیگر شامل رسیدهایی است که ظاهراً نشان می‌دهد اسدی پول نقد به مبالغ ۲۵۰۰ تا ۵ هزار یورو میان افراد مختلف و ناشناس که نام ایرانی دارند در ۱۱ کشور اروپایی توزیع می‌کرده‌است. آنها بر این باور هستند که این افراد در ارتباط با نهادهای اطلاعاتی ایران می‌باشند.

## دادگاه و محاکمه
- در مرداد ۱۳۹۹ نخستین جلسه دادگاه اسدی و سایر متهمان، برگزار شد. اسدی در این جلسه دادگاه حاضر نشد.[۴۳]
- روز پنجشنبه ۹ مرداد ۱۳۹۹ دومین جلسه دادگاه در بلژیک بدون حضور اسدالله اسدی تشکیل شد و تنها وکلای وی و سه متهم دیگر ایرانی مرتبط با این پرونده حضور داشتند. بعد از دو سال تحقیقات توسط دستگاه قضایی بلژیک به این تحقیقات پایان داده شد و این پرونده به دادگاه تروریستی آنتورپ بلژیک تحویل داده شد.[۴۴]
- روز جمعه ۱۸ مهر ۱۳۹۹ بنا بر اسنادی که پلیس بلژیک منتشر کرد در صورت جلسه‌ای از ملاقات ۱۲ مارس ۲۰۲۰ بین پلیس بلژیک و اسدی، وی در هنگام بازجویی به پلیس بلژیک گفته‌است محکومیت او در دادگاه ممکن است به «انتقام‌گیری» برخی گروه‌ها از مقام‌های بلژیکی منجر شود. وی گفت که گروه‌های مسلح در عراق، لبنان، یمن و سوریه و همچنین ایران علاقه‌مند به نتیجه پرونده وی هستند و «از حاشیه تماشا می‌کنند ببینند بلژیک از آن‌ها حمایت می‌کند یا نه».[۲۹][۴۵][۴][۴۶][۴۷]
- تحقیقات بلژیک به پایان رسیده، و موضوع از ۲۷ نوامبر در دادگاه آنتورپ، تنها ظرف دو روز، قضاوت خواهد شد. اسدی و سه نفر مرتبط با وی در نوامبر ۲۰۲۰ در بلژیک به اتهام «تلاش برای سوءقصد با ماهیت تروریستی» و «شرکت در فعالیت‌های یک گروه تروریستی» محاکمه خواهند شد.[۴۰][۴۸][۴۹]
- روز جمعه ۲۷ نوامبر ۲۰۲۰ اسدالله اسدی، از حضور در دادگاه خودداری کرد. جلسه دادگاه بدون حضور اسدی و تحت تدابیر شدید امنیتی برگزار شد. در این دادگاه علاوه بر اسدی ۴۸ ساله، نسیمه نعامی، ۳۶ ساله، امیر سعدونی، ۴۰ ساله و مهرداد عارفانی ۵۷ ساله نیز به عنوان همدستان اسدی در تلاش برای انجام حمله تروریستی محاکمه شدند.[۵۰][۵۱] برای اولین بار است که یک دیپلمات جمهوری اسلامی در اروپا محاکمه می‌شود.[۵۲] جورجس هنری بوتیه وکیل دادگستری گفت: «دولت ایران توطئه‌چینی می‌کند، تهدید می‌کند و به حملات و اعدام‌ها ادامه می‌دهد. ما اسناد غیرقابل انکاری داریم که نشان می‌دهد دولت ایران از تهران دستور داده و مجوز مرگ هزاران نفر را داده‌است.» دادستان‌های عمومی خواستار حداکثر مجازات ۲۰ سال زندان برای اسدی شدند.[۵۳]
- روز پنجشنبه ۱۳ آذر ۱۳۹۹ دومین دادگاه اسدالله اسدی و سه همدست او در شهر آنتورپ بلژیک برگزار شد که وی در این جلسه از دادگاه نیز شرکت نکرد.[۵۴] در این جلسه، وکیل نسیمه نعامی دیگر متهم این پرونده اعلام کرد که موکلش دریافت پول از اسدی هنگام تحویل مواد منفجره را پذیرفته‌است، اما نمی‌دانسته که بسته مورد نظر بمب است؛ مسئله‌ای که دادگاه آن را رد کرده‌است. وکیل سعدونی نیز گفت که موکلش تحت فشار وزارت اطلاعات ایران همکاری کرده‌است، اما این همکاری او برنامه‌ریزی برای عملیات تروریستی یا کشتن انسان‌ها نبوده و اسدی به آنها گفته هدف، ایجاد سر و صدا و ترساندن مهمانان بوده‌است.[۵۵]
- روز جمعه ۱۴ آذر ۱۳۹۹ بنا بر گزارش خبرگزاری فرانسه، حکم اسدالله اسدی در ۲۲ ژانویه ۲۰۲۱ صادر خواهد شد.[۵۶][۵۷]
- در ۲۸ دی ۱۳۹۹ دادگاهی در بلژیک که رسیدگی به پرونده اسدالله اسدی را بر عهده دارد، صدور حکم برای وی را تا ماه فوریه (آینده میلادی) به تعویق انداخته‌است.[۵۸][۵۹]

## حکم دادگاه کیفری آنتورپ
روز پنج‌شنبه ۱۶ بهمن ۱۳۹۹ دادگاه کیفری آنتورپ، با رد مصونیت دیپلماتیک اسدالله اسدی، وی را به اتهام تلاش برای بمب‌گذاری در گردهمایی مجاهدین خلق ایران در شهر ویلپنت فرانسه در ژوئن سال ۲۰۱۸ به بیست سال زندان محکوم کرد. دیگر متهمان این پرونده یعنی نسیمه نعامی به ۱۸ سال، امیر سعدونی به ۱۵ سال و مهرداد عارفانی به ۱۷ سال زندان محکوم شدند. قاضی با درخواست دادستان مبنی بر سلب تابعیت بلژیکی افراد موافقت کرد.
روز چهارشنبه ۱۵ اردیبهشت ۱۴۰۰ حکم ۲۰ سال زندان اسدالله اسدی به جرم برنامه‌ریزی برای بمب‌گذاری در گردهمایی «مجاهدین خلق» تأیید نهایی شد. وی درخواست فرجام‌خواهی در حکم خود را لغو کرده و دوران ۲۰ سال زندان را خواهد گذراند. دولت بلژیک تضمین کرده که هیچ نوع معامله‌ای بر سر این زندانی به منظور تبادل با زندانیان غربی در ایران صورت نخواهد گرفت چرا که تصمیمات قضایی و سیاسی کاملاً از یکدیگر مجزا هستند.

## جلسه استیناف
اولین جلسه دادگاه استیناف همدستان اسدالله اسدی، روز چهارشنبه ۲۶ آبان در شهر آنتورپ بلژیک برگزار شد. دادستان، به قرائت مشخصات و کلیات پرونده، روابط همدستان اسدالله اسدی با یکدیگر و چگونگی تأمین منابع مالی و همچنین چگونگی دسترسی متهمان به بمبی که قرار بود در گردهمایی سازمان مجاهدین منفجر شود پرداخت. پیش از این اسدالله اسدی درخواست استیناف و تجدیدنظر را رد کرده بود.
دادگاه تجدیدنظر در شهر آنتورپ بلژیک در ۲۰ اردیبهشت ۱۴۰۱ حکم نهایی همدستان اسدالله اسدی، سه متهم به تلاش برای بمب‌گذاری در گردهمایی سال ۲۰۱۸ سازمان مجاهدین خلق و به اتهام فعالیت تروریستی را تأیید و اعلام کرد: امیر سعدونی به ۱۸ سال زندان و سلب تابعیت بلژیکی، نسیمه نعامی به ۱۸ سال زندان و سلب تابعیت بلژیکی، و مهرداد عارفانی به ۱۷ سال زندان و سلب تابعیت بلژیکی محکوم شده‌اند. شایان ذکر است که امیر سعدونی در حکم اولیه به ۱۵ سال زندان محکوم شده بود.

## شاکیان پرونده
نزدیک به ۲۰ شخصیت که در ۲۰۱۸ از مهمانان گردهمایی ویلپنت بودند، به‌عنوان شاکی خصوصی در این پرونده حضور دارند و وکالت آنان در جریان دادگاه را وکلای بلژیکی ژرژ-هانری بوتیه Georges-Henri Beauthier و ریک وانرویسل Rik Vanreusel و همچنین وکیل فرانسوی ویلیام بوردون بر عهده دارند.
سیاستمدار فرانسوی- کلمبیایی اینگرید بتانکور نیز از شاکیان خصوصی است.
شورای ملی مقاومت ایران که هدف حمله بود موضع‌گیری کرد. محمد محدثین، مسئول کمیسیون خارجه شورا و نماینده منافع آنها در پروسه دادگاه گفت «برای اولین بار یک دیپلمات در حال خدمت در اروپا به جرم تروریسم مورد محاکمه قرار می‌گیرد. تمام سفارت‌های ایران در کشورهای اصلی اروپایی در چهار دهه گذشته به‌نحوی درگیر تروریسم بوده‌اند.» او به اتحادیه اروپا فراخوان داد که تمام سفارت‌های ایران را تعطیل کرده و عوامل آن‌ها را از اتحادیه اروپا اخراج کنند.
مریم رجوی رئیس شورای ملی مقاومت می‌گوید شواهدی دارد که نشان می‌دهد شورای امنیت ملی ایران که ریاست آن را حسن روحانی رئیس‌جمهوری بر عهده دارد، این حمله را پیشاپیش تصویب کرده‌است.
شورای ملی مقاومت ایران در یک بیانیه مطبوعاتی اعلام کرد: «رژیم به شدت تلاش می‌کند تا از طریق تهدید و باج‌گیری مانع اجرای عدالت شود.»

## پیامدها
دولت فرانسه در سپتامبر ۲۰۲۰ اعلام کرد وزارت اطلاعات ایران در پشت این توطئه قرار داشته و یکی از مأموران دستگاه اطلاعاتی جمهوری اسلامی ایران که در پوشش یک مقام دیپلماتیک بوده را در ارتباط با پرونده تلاش برای بمب‌گذاری در گردهمایی مجاهدین خلق در پاریس اخراج کرد.
به دنبال تلاش برای بمب‌گذاری در گردهمایی مجاهدین خلق در پاریس، اتحادیه اروپا در ۱۸ دی ۱۳۹۷ نام اسدالله اسدی، سعید هاشمی‌مقدم و معاونت امنیت داخلی وزارت اطلاعات ایران را به فهرستی که در سال ۲۰۰۱ تهیه شده اضافه کرد.
وزیر خارجه فرانسه اقدامات اتخاذ شده اتحادیه اروپا در ژانویه ۲۰۱۹ علیه سرویس‌های ایرانی اطلاعات و دو مسئول آن تبریک گفت و گفت که سرویس‌های اطلاعاتی ایران «مسئول» سازماندهی پروژه سوء قصد خنثی‌شده در روز ۳۰ ژوئن ۲۰۱۸ در ویلپنت، شمال پاریس، علیه گردهمایی مجاهدین خلق، اپوزیسیون ایران هستند.

## لایحهٔ تبادل مجرمان
لایحهٔ بین دولت ایران و دولت بلژیک در هفتهٔ اول ژوئیهٔ ۲۰۲۲ به پارلمان کشور بلژیک ارائه شد که برای قانونی کردن مبادله زندانیان با ایران است و فوریت آن به تصویب رسید. این لایحه برای آزادی اسدالله اسدی دیپلمات ایرانی، مورد توجه است. دولت بلژیک یک چارچوب قانونی را تنظیم کرده تا بتواند زندانی‌های پنج کشور را با تبعه‌های بلژیک عوض کند که یکی از این پنج کشور، ایران است. ۶ ژوئیهٔ ۲۰۲۲ کمیسیون سیاست خارجی پارلمان بلژیک این لایحه را تصویب کرد. طی چندین روز مناقشه‌برانگیز همراه با مخالفت‌های بین‌المللی و فعالان مدنی و اپوزیسیون، سرانجام شامگاه چهارشنبه ۲۰ ژوئیهٔ ۲۰۲۲ پس از دو روز بحث، کشاکش‌ها و مخالفت گروهی از نمایندگان، پارلمان بلژیک دربارهٔ این توافق‌نامه سرانجام با ۷۹ رأی مثبت در برابر ۴۱ رأی منفی لایحه را تصویب کرد.
روز جمعه ۲۲ ژوئیهٔ ۲۰۲۲ قضات دادگاهی در بروکسل به درخواست مخالفان لایحه مبادله زندانیان این کشور با تهران، جلوی تحویل اسدالله اسدی به تهران را گرفته و با فرض «احتمال زیرپاگذاشته شدن حقوق شاکیان پرونده» انتقال اسدالله اسدی، دیپلمات جمهوری اسلامی به ایران و هر کشور ثالث دیگری را، تا اطلاع ثانوی، ممنوع اعلام کرد.
دریا صفایی، نمایندهٔ ایرانی‌تبار پارلمان بلژیک که مخالف تصویب این لایحه بود، در این رابطه می‌گوید ایالات متحده در تلاش است با درخواست استرداد اسدی به ایالات متحده از تبادل زندانی میان بلژیک و جمهوری اسلامی جلوگیری کند. همچنین دو روزنامهٔ بلژیکی در ۳ مرداد ۱۴۰۱ گزارش کردند که ایالات متحده در حال بررسی ارسال درخواست تحویل اسدالله اسدی، از بلژیک است. به نوشتهٔ این روزنامه‌ها، به این ترتیب آمریکا می‌تواند از مبادلهٔ اسدالله اسدی با زندانیان اروپایی که در ایران به سر می‌برند، جلوگیری کند.

### مخالفت‌ها
- سه‌شنبه ۱۴ تیر ۱۴۰۱ عفو بین‌الملل تأکید کرد: «لایحه دولت بلژیک دراین‌باره باید دربرگیرنده تضمین‌های قضایی لازم باشد تا برای مصونیت ناقضان حقوق بشر از مجازات یا افرادی که طبق قوانین بین‌المللی مجرم شناخته می‌شوند، مورد استفاده قرار نگیرد.»[۸۲][۸۳]
- سه‌شنبه ۵ ژوئیهٔ ۲۰۲۲ جمعی از قانون‌گذاران آمریکایی از هر دو حزب جمهوری‌خواه و دموکرات با امضای نامه‌ای به نخست‌وزیر بلژیک، مخالفت خود را نسبت به تصویب لایحهٔ در دست بررسی پارلمان آن کشور که مبادله زندانیان با ایران را تسهیل می‌کند، ابراز کردند.[۸۴]
- سناتور منندز: «هر معاهده‌ای میان ایران و بلژیک باید متضمن تعهدات بین‌المللی بلژیک باشد و نمی‌تواند به اسدالله اسدی یا هر عامل دیگری که در قبال نقض حقوق بشر و انجام اقدامات شنیع تروریستی مسئول است، مصونیت اعطا کند». وی در ادامه نوشت: «ایران باید به دلیل حمایت از تروریسم و گروگان‌گیری‌هایش پاسخگو شود.»[۸۵]
- دوشنبه ۵ ژوئیه ۲۰۲۲، ۹ مقام امنیت ملی آمریکا، از جمله به ژنرال جیمز کانوی، فرمانده سابق نیروی دریایی ایالات متحده، لویی جی فری، مدیر پیشین اف‌بی‌آی، و ژنرال جیمز ال. جونز، فرمانده سابق ناتو، در نامه نوشتند: «بررسی چنین لایحه‌ای را بی‌احترامی کامل به مأموران مجری قانون در کشورهای غربی نامیده که برای جلوگیری از اقدامات تروریستی جمهوری اسلامی جان خود را به خطر انداخته‌اند». آنها تأکید کردند: «اسدالله اسدی ۲۰ سلول خفته در کشورهای اروپایی در اختیار داشته‌است.» آنها هشدار دادند: «استرداد اسدالله اسدی باعث می‌شود این سلول‌های خفته با سهولت بیشتری در تمام کشورهای اتحادیه اروپا سفر کنند و مجریان قانون هم نمی‌توانند اقدامات لازم را به‌درستی علیه آنها انجام بدهند.»[۸۶][۸۷]
- روز دوشنبه ۵ ژوئیه ۲۰۲۲ بیش از ۳۰۰ تن از کنشگران حقوق بشر و فعالان اپوزیسیون و بیش از ۴۳۰ تن از فعالان ایرانی طی نامه‌هایی جداگانه به نخست‌‌وزیر و نمایندگان مجلس بلژیک ابراز نگرانی خود را از لایحه‌ای که می‌تواند زمینه‌ساز استرداد اسدالله اسدی شود، اعلام کردند.[۸۸]
- روز چهارشنبه ۷ سپتامبر ۲۰۲۲، ۶۸ تن از کارشناسان بین‌المللی حقوق بشر، قضات سابق و فعلی اتحادیه اروپا، گزارشگران سازمان ملل و نهادهای حقوق بشری در نامه‌ای سرگشاده از دولت بلژیک و الکساندر دو کرو، نخست‌وزیر بلژیک خواستند که اسدالله اسدی، دیپلمات ایرانی زندانی در بروکسل، را آزاد نکند و تسلیم «سیاست باج‌گیری» نظام جمهوری اسلامی ایران نشود و اجازه ندهد اسد‌الله اسدی، دیپلمات سابق جمهوری اسلامی، به ایران بازگردانده شود. آنها در این نامه به تأکید اعلام کردند که اسدالله اسدی باید محکومیت خود را در زندان بگذراند و آزاد نخواهد شد.[۸۹][۹۰]

## واکنش‌ها به آزادی اسدی
- شورای ملی مقاومت ایران روز جمعه ۵ خرداد ۱۴۰۲ طی بیانیه‌ای بلژیک را به پرداخت باج شرم آور به گروگان‌گیری و آزادی دیپلمات ایرانی که توسط دادگاه بلژیک به اتهام تروریسم محکوم شده بود، در ازای اولیویه واندکاستیل بلژیکی متهم کرد. این شورا اعلام کرد که این توافق «فاشیسم مذهبی حاکم بر ایران را برای ادامه جنایات خود از طریق سرکوب و تروریسم منطقه‌ای و بین‌المللی جری تر می‌کند».[۲۲][۲۳][۹۱][۹۲]
- مریم رجوی گفت: آزادی تروریستی که بزرگ‌ترین جنایت جنایتکارانه اروپا را پس از جنگ جهانی دوم سازماندهی و هدایت کرده بود، امتیاز و باجگیری شرم‌آور برای تروریسم و گروگان‌گیری است که نقض آشکار حکم دادگاه است.[۹۳]
- عفو بین‌الملل از آزادی امدادگر بلژیکی استقبال می‌کند، ولی شرایط آزادی او نگرانی‌های قبلی عفو بین‌الملل را مبنی بر اینکه مقامات ایرانی او را گروگان گرفتند تا با اسدالله اسدی معاوضه کنند، تایید می‌کند. عفو بین‌الملل عمیقاً نگران است که مبادله زندانیان باعث جری شدن مقامات ایرانی برای ادامه گروگانگیری و سایر جنایات تحت قوانین بین‌المللی بشود.[۹۴]

## فهرست تروریستی اتحادیه اروپا
در ۱۸ ژوئیهٔ ۲۰۲۲ شورای اتحادیه اروپا فهرست تروریستی اتحادیه اروپا را بدون هیچ تغییری تمدید کرد که نام اسدالله اسدی کماکان در آن دیده می‌شود.

## واکنش‌ها

### بین‌المللی
- مقام‌های قضایی و اطلاعاتی بلژیک اعلام کردند که یک دیپلمات ایرانی در کشور آلمان در ارتباط با پرونده‌ای دستگیرشده که دو نفر دیگر هم به اتهام تلاش برای بمب‌گذاری در گردهم‌آیی مجاهدین خلق در پاریس در آن پرونده متهم شده‌اند.[۹۵]
- سخنگوی دادستانی بلژیک نام دیپلمات دستگیرشده در آلمان را «اسدالله الف» معرفی کرده و گفته او ۴۷ سال دارد.[۹۵]
- ۹ بهمن ۱۳۹۹ شماری از وزرای سابق اروپایی در نامه‌ای ضمن این‌که خواستار پاسخ‌گویی محمدجواد ظریف، دربارهٔ «نقش اثبات‌شدهٔ» اسدالله اسدی، در طرح بمب‌گذاری همایش سازمان مجاهدین خلق در فرانسه شده‌اند، از اتحادیه اروپا و رهبران کشورهای اروپایی خواسته‌اند تا بررسی دقیق‌تری بر فعالیت‌های سفارتخانه‌ها، مراکز مذهبی و فرهنگی ایران داشته باشند. امضاکنندگان این نامه را دیپلمات‌ها و مقام‌های عالی‌رتبه وزارت خارجه پیشین از آلمان، ایتالیا، فرانسه، بریتانیا، ایسلند، فنلاند، آلبانی، لهستان، اسلوواکی، بلژیک، لیتوانی، استونی و رومانی تشکیل می‌دهند. آن‌ها بر ضرورت اتخاذ تصمیم‌های سخت‌گیرانه‌تر از سوی اروپا علیه جمهوری اسلامی که آن را رژیم «حامی تروریسم» نامیده‌اند، تأکید کردند.[۹۶]

### اپوزیسیون
- روز چهارشنبه ۱۵ بهمن ۱۳۹۹ مریم رجوی گفت: «در این دادگاه تمامیت رژیم ایران محاکمه می‌شود و مسئله تروریسم دولتی است».[۹۷] او تأکید کرد که دستور این حمله توسط «عالی‌ترین سطوح حکومت»، حسن روحانی و علی خامنه‌ای صادر شده بود. وی همچنین افزود: «ما خواستار اجرای عدالت و در عین حال، تحریم کامل رژیم ملاها از سوی اتحادیه اروپا هستیم»[۹۸][۹۹][۱۰۰][۱۰۱] و در ادامه، خواستار بستن سفارتخانه‌های ایران در کشورهای اروپایی، اخراج مأموران اطلاعاتی و متلاشی کردن شبکه جاسوسی حکومت ایران شد.[۹۷]
- سازمان مجاهدین خلق در اطلاعیه‌های خود گفت طرح ترور، ریشه در تصمیم شورای عالی امنیت ملی ایران به ریاست حسن روحانی دارد و او و علی خامنه‌ای، رهبر جمهوری اسلامی، را مسئول می‌داند.[۱۰۲]
- به دنبال تحریم اتحادیه اروپا در ژانویه ۲۰۱۹ شورای ملی مقاومت ایران، این اقدام را به عنوان «یک گام مثبت و ضروری» تبریک گفت و در عین حال هشدار داد «وقت آن است که اتحادیه اروپا یک موضع قاطع و شدید علیه این اقدامات جنایتکارانه اتخاذ نماید، از جمله این‌که مأموران ایرانی را از خاک اروپا اخراج کند.»[۷۸]

### ایران
- ایران این اتهامات را قویاً رد کرده‌است.[۱۰۳]
- محمدجواد ظریف، وزیر امور خارجه ایران در توییتی به بازداشت دیپلمات ایرانی واکنش نشان داد: «چقدر تعجب‌برانگیز است که هم‌زمان با سفر ما (هیئت ایرانی) به همراه رئیس‌جمهوری ایران به اروپا، عملیات ادعایی ایران مطرح و یک نفر بازداشت شده‌است. ایران به صراحت خشونت و تروریسم را در همه جا محکوم می‌کند و آماده است تا به تمام نگرانی‌ها در این زمینه پاسخ دهد.»[۱۰۴]

### رسانه‌ها
- پرتال اینترنتی روزنامه اتریشی Die Presse این دیپلمات ایرانی را که یکشنبه (اول ژوئیه/ ۱۰ تیر)[۱][۲] در آلمان بازداشت شد، اسدالله اسدی معرفی کرده‌است.[۱۰۵]
- این فرد که خبرگزاری آلمان پیشتر او را اسدالله الف. ۴۷ ساله معرفی کرده بود، دبیر سوم سفارت ایران در اتریش بوده‌است. او با حکم جلبی که توسط دولت بلژیک در اتحادیه اروپا صادر شده بود، در جنوب آلمان بازداشت شده‌است. این دیپلمات ایرانی در خاک آلمان مصونیت سیاسی نداشته‌است.[۱۰۵]
- سایت روزنامه کرون (Krone) در اتریش که روز چهارشنبه (۴ ژوئیه/ ۱۳ تیر)، در حاشیه گزارش سفر حسن روحانی به وین نوشت که دولت اتریش ظرف مدت ۴۸ ساعت مصونیت دیپلماتیک اسدالله الف. را لغو می‌کند.[۱۰۵]
- سایت روزنامه اتریشی Kleine Zeitung نوشته که دیپلمات بازداشت شده که از سال ۲۰۱۴ در وین مستقر است، از قرار «طراح» این بمب‌گذاری بوده و در سفر به لوکزامبورگ، مواد منفجره را در اختیار این زوج ایرانی قرار داده و از آن‌ها خواسته‌است که آن را در گردهمایی پاریس منفجر کنند.[۹۵][۱۰۵]
- بنابر گزارش ایندیپندنت یک مقام رسمی غربی (که نامش ناشناخته است)، اسناد حاکی از آن است که اسدی درگیر این طرح لو رفته برای بمب‌گذاری در پاریس بوده‌است، ولی غربی‌ها نمی‌دانند که آیا مقامات ارشد ایرانی هم در جریان این موضوع بوده‌اند یا خیر.[۱۰۶]